# Silence on tourne, on tourne en rond
Albums de Thomas Dutronc
Comme un manouche sans guitare
(2007) Éternels, jusqu'à demain
(2015)
Singles
1. Demain
2. On ne sait plus s'ennuyer
3. Turlututu
4. Sac ado
5. Clint (Silence on tourne)

Silence on tourne, on tourne en rond est le 2e album de Thomas Dutronc, sorti le 3 octobre 2011.

## Liste des chansons
| 1.    | Turlututu                                      | Thomas Dutronc, Frédéric "Méo" Pierrez | Frédéric "Méo" Pierrez        | Frédéric Jaillard, Xavier Bussy                | 2:57 |
| 2.    | Demain                                         | Thomas Dutronc                         | Thomas Dutronc                | Frédéric Jaillard, Xavier Bussy                | 3:19 |
| 3.    | Sac ado                                        | Thomas Dutronc, Françoise Kohn         | Jérôme Ciosi, Thomas Dutronc  | Frédéric Jaillard, Xavier Bussy                | 2:42 |
| 4.    | On ne sait plus s'ennuyer (+ Épilogue Fermier) | Arnaud Garoux, Thomas Dutronc          | David Chiron                  | Xavier Bussy                                   | 3:47 |
| 5.    | Sésame                                         | Thomas Dutronc                         | Thomas Dutronc                | Xavier Bussy                                   | 3:34 |
| 6.    | Gypsy Rainbow (instrumental)                   |                                        | Frédéric Jaillard             |                                                | 2:33 |
| 7.    | Oiseau fâché                                   | Thomas Dutronc                         | Thomas Dutronc                | Bertrand Papy, Frédéric Jaillard, Xavier Bussy | 2:59 |
| 8.    | Vinyle 73 (instrumental)                       | Thomas Dutronc, Xavier Bussy           | Xavier Bussy                  |                                                | 3:32 |
| 9.    | Clint (Silence on tourne)                      | Thomas Dutronc, Françoise Köhn         | Thomas Dutronc                | Frédéric Jaillard, Bertrand Papy               | 3:32 |
| 10.   | Alerte à la blonde                             | Arnaud Garoux, Thomas Dutronc          | David Chiron                  | Frédéric Jaillard                              | 2:46 |
| 11.   | Valse en exil (instrumental)                   |                                        | Pierre Blancard               |                                                | 2:22 |
| 12.   | À la vanille                                   | Thomas Dutronc                         | Thomas Dutronc                |                                                | 2:50 |
| 13.   | Ninine (instrumental)                          |                                        | Ninine Garcia                 |                                                | 3:45 |
| 14.   | Louanges amères                                | Xavier Bussy                           | Xavier Bussy                  |                                                | 3:12 |
| 15.   | Relançons la consommation (Malus track)        | Arnaud Garoux, Thomas Dutronc          | Arnaud Garoux, Thomas Dutronc |                                                | 2:49 |
| 47:36 |                                                |                                        |                               |                                                |      |

## Personnels
Toutes les informations sont issues du livret du CD.

### Réalisation
- Production exécutive : Vincent Carpentier
- Conception artistique : Vincent Carpentier, Thomas Dutronc, Xavier Bussy et Frédéric Jaillard
- Réalisation : Xavier Bussy et Frédéric Jaillard
- Enregistré au Studio Head On
- Mixé par Alf Briat au studio Bleeps Basic Basement sauf Demain, Valse en exil, À la vanille et Relançons la consommation par Frédéric Jaillard
- Masterisé par Chab @Translab
- Photos & Artwork : Yann Orhan
- Management : Vincent Carpentier, Choï Music

### Musiciens
- Thomas Dutronc : voix, chœurs, guitare solo, guitare, guitare rythmique
- Denis Benarrosh : batterie, percussions
- Frédéric Jaillard : basse, guitares, claviers, percussions, orgue Hammond, chœurs, guitare électrique, programmations, pedal steel, wurlitzer, farfisan, weisenborn
- Lili : chœurs
- Fabrice Moreau : batterie
- Xavier Bussy : piano, claviers, clarinette, programmations, basse, guitare électrique, rhodes
- David Chiron : tres, contrebasse
- B. Sauvé : flûte
- Pierre Blanchard : violons
- Bertrand Papy : chœurs, basse
- Stéphane Chandelier : batterie, percussions, chœurs
- Jérôme Ciosi : guitare nylon, guitare
- Arnaud Garoux : chœurs

## Classements internationaux
| Classement | Meilleure position | Nombre semaine |
| ---------- | ------------------ | -------------- |
| France     | 2                  | 71             |
| Suisse     | 21                 | 6              |
| Belgique   | 75                 | 1              |
| Belgique   | 2                  | 65             |

Depuis la sortie de l'album, jusqu'au 4 mai 2013.